# Generaciones (programa de televisión)
Generaciones fue un programa de televisión especial de la Fundación Huésped emitido por El trece por el Día Mundial de la Lucha contra el Sida. Está protagonizada por Andrea Pietra, Adriana Aizemberg y Antonia Bengoechea. Fue estrenado el 16 de diciembre de 2018. El especial midió 3.5 puntos de rating.

## Sinopsis
Durante el cumpleaños de Haydeé (Adriana Aizemberg) se desatan varias discusiones entre los miembros de la familia. La primera de ellas involucra un debate entre Camila (Antonia Bengoechea) y Mariano (Miguel Ángel Rodríguez) sobre la utilización del lenguaje inclusivo, la segunda está referida al pasado sexual de Andrea (Andrea Pietra) y la tercera sobre la movilización que armó Camila en el colegio para que se implemente la Ley de Educación Sexual Integral.

## Elenco
- Andrea Pietra como Andrea
- Adriana Aizemberg como Haydeé
- Antonia Bengoechea como Camila
- Miguel Ángel Rodríguez como Mariano
- Natalia Lobo como Patricia "Paty"
- José Luis Gioia como Norberto "Norbi"
- Laura Grandinetti como Julia
- Angelo Mutti Spinetta como Thiago
- Mora Arenillas como Daniela
- Marcelo Melingo como Ariel
- Karina K como Preceptora
- Jey Mammon como Profesor
- Mariano Bondar como Fernando
- Lucas Wainraich como Compañero de Camila
- Ignacio González Miraglia como Roco
- Enrique Pinti como Rector
- Miss Bolivia como Paz
- Claudia Piñeiro como Claudia